# Acanthomyops latipes
Acanthomyops latipes är en myrart som först beskrevs av Walsh 1863.  Acanthomyops latipes ingår i släktet Acanthomyops och familjen myror. IUCN kategoriserar arten globalt som sårbar. Inga underarter finns listade i Catalogue of Life.